# Dvorac Nassau
Dvorac Nassau, srednjovjekovni dvorac smješten u gradu Nassau u Njemačkoj, bio je prvobitno sjedište dinastije Nassau po kojem su dobili ime. Dvorac je sagradio oko 1125. godine grof Dudo-Henrik od Laurenburga, osnivač dinastije.
Nalazi se na stijeni na visini od 120 metara od rijeke Lahn. Kada su se članovi dinastije podijelili na otonsku i walramsku liniju, dvorac je ostao zajedničko sjedište obitelji. Srušen je u bombardiranju za vrijeme Drugog svjetskog rata, no nakon rata je restauriran u obnovi koja je trajala od 1976. do 1980. godine. 

## Vanjske poveznice
- Nassau Hrvatska enciklopedija